# Fridolin Solleder
Fridolin Solleder (* 28. August 1886 in Straubing; † 31. März 1972 in Nürnberg) war ein deutscher Archivar.
Solleder ordnete von 1912 bis 1914 als Reichsarchivakzessist das zerstreute Schriftgut der Stiftung Juliusspital Würzburg. Er war Direktor der Staatlichen Archive Bayerns und von 1940 bis 1952 Leiter am Staatsarchiv Nürnberg, zuletzt Universitätsprofessor in Erlangen. In den 1920er Jahren fungierte Solleder als Herausgeber der landeskundlich-historischen Zeitschrift Das Bayerland. Von 1953 bis 1956 war er Vorsitzender der Gesellschaft für Familienforschung in Franken e. V. Ihm wurde die Bürgermedaille der Stadt Nürnberg verliehen.

## Veröffentlichungen (Auswahl)
- Urkundenbuch der Stadt Straubing. 1. Festgabe des historischen Vereins für Straubing und Umgebung zur Feier des 700. Gedenkjahrs der Gründung der Neustadt. Straubing 1911–1918 (Digitalisat).
- Die kgl. Bayerischen Hof- und Juliusspital-Kellereien in Würzburg. In: Das Bayerland. Band 24, 1913, S. 232–234.
- Weinbau und Weingut des Kgl. Julius-Spitals in Würzburg 1576–1912. In: Die deutsche Landwirtschaft über Kaiser Wilhelm II. Halle an der Saale 1913; gekürzt auch in Das Bayerland. Band 35, 1924, Nr. 14, S. 350–356.
- Hexenwahn, Zauberei und Wunderglauben in Franken. Nach neuen Quellen des Juliusspital-Archivs Würzburg. In: Frankenland. Band 1, 1914, S. 115–126 und 176–183.
- Die Schutzjuden des Juliusspitals zu Würzburg. In: Das Bayerland. Band 37, 1926, S. 618–632.
- Die Judenschutzherrlichkeit des Julius-Spitals. In: Würzburg, ein Beitrag zu Sozial-, Wirtschafts- und Sittengeschichte Frankens. Riezler-Festschrift, Gotha 1931, S. 260–304.
- München im Mittelalter. München 1938; Neudruck Aalen 1962.
- Urkundenbuch der Stadt Straubing. 1,1. Register zum Urkundenbuch der Stadt Straubing, Band 1. Straubing 1967. (Digitalisat).